# Jan Erler
Jan Erler (zm. 1470) – niemiecki duchowny katolicki, franciszkanin, biskup pomocniczy.

## Życiorys
Pochodził spod Görlitz. W młodości wstąpił do zakonu franciszkanów. Pełnił funkcję penitencjarza papieskiego w bazylice św. Piotra w Rzymie. 12 lipca 1432 roku został mianowany przez papieża Eugeniusza IV biskupem Gardar na Grenlandii. Nigdy nie objął rządów w tym biskupstwie, zamieszkując w klasztorze w Żytawie. Pełnił obowiązki sufragana miśnieńskiego. W 1446 roku został przeniesiony do diecezji wrocławskiej, gdzie pełnił także funkcję sufragana. Odprawił pogrzeb biskupa Konrada oraz współkonsekratorem biskupów: Piotra Nowaka (1447), Jodoka z Rożemberka (1457) i Bogusława (1455). Konsekrował w 1454 roku kościół cystersów w Krzeszowie, a w nim 20 ołtarzy oraz cmentarz. Rozstrzygał spór między minorytami a duchowieństwem parafialnym w Zgorzelcu. 
Zmarł w 1470 roku.